# Смеречанка
Смеречанка — річка в Україні у Самбірському районі Львівської області. Права притока річки Борсукі (басейн Дністра).

## Опис
Довжина річки 5,5 км, найкоротша відстань між витоком і гирлом — 4,40  км, коефіцієнт звивистості річки — 1,25 . Формується багатьма гірськими струмками.

## Розташування
Бере початок на північно-західних схилах безіменної гори (752,3 м). Тече переважно на північний захід через село Терло і впадає у річку Борсукі, праву притоку річки Стривігору.

## Цікаві факти
- Біля гирла річки на західній стороні на відстані приблизно 225 м пролягає автошлях Т 1401[4] (автомобільний шлях територіального значення у Львівській області. Проходить територією Старосамбірського району через Смільницю — Хирів — Стару Сіль — Старий Самбір. Загальна довжина — 30 км.)